# Zanokcica klinowata
Zanokcica klinowata (Asplenium cuneifolium Viv.) – gatunek paproci z rodziny zanokcicowatych. Występuje w południowych Chinach i w Europie, w Polsce na skałach serpentynowych na przedgórzu Sudetów.

## Morfologia
LiścieMatowe, nagie, niezimotrwałe, osiągające od 5 do 30 cm długości, 3-krotnie pierzaste, w zarysie trójkątne lub jajowate. Odcinki ostatniego rzędu jajowatoklinowate lub rombowe. Kształt odcinków liściowych jest zmienny w zależności od stopnia ocienienia.

## Biologia i ekologia
Bylina. Tworzy swój własny zespół Asplenietum cuneifolii, dla którego jest gatunkiem charakterystycznym.

## Zagrożenia i ochrona
Gatunek w Europie Środkowej zagrożony, wymieniany na listach roślin zagrożonych w Niemczech, Polsce, Czechach i na Słowacji. Roślina objęta w Polsce ścisłą ochroną gatunkową od 2004 roku. 
Kategorie zagrożenia gatunku:
- Kategoria zagrożenia w Polsce według Czerwonej listy roślin i grzybów Polski (2006): E (wymierający, krytycznie zagrożony); 2016: EN (zagrożony)[8]
- Kategoria zagrożenia w Polsce według Polskiej czerwonej księgi roślin: EN (endangered,  zagrożony)[9]